# باشگاه فوتبال دلفینو پسکارا
باشگاه فوتبال دلفینو پسکارا  (به ایتالیایی: Delfino Pescara 1936) باشگاه فوتبال ایتالیایی است که در شهر پسکارا قرار دارد و در سری سی رقابت می‌کند.
این باشگاه در سال ۱۹۳۶ میلادی تأسیس شده‌است.
پسکارا دو بار در مسابقات سری بی (فصل ۸۷–۱۹۸۶ و ۱۲–۲۰۱۱) به مقام قهرمانی رسیده است.